# 巴西焰脂鯉
巴西焰脂鯉，為輻鰭魚綱脂鯉目脂鯉亞目脂鯉科的其中一個種。分布於南美洲巴西沿岸淡水流域，體長可達2.8公分，棲息在底中層水域，生活習性不明。